# Isthmiade braconides
Isthmiade braconides là một loài bọ cánh cứng trong họ Cerambycidae.